# Tephritini

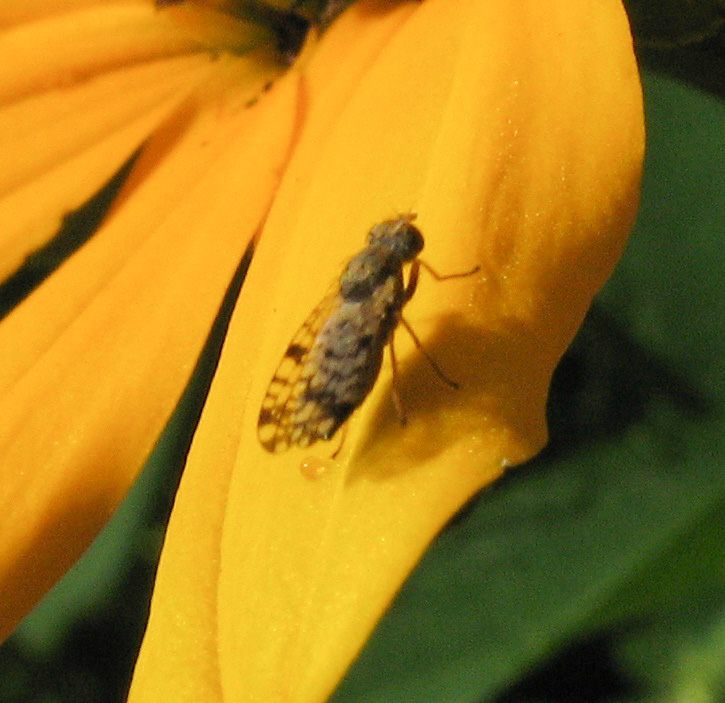
Dioxyna picciola

Tephritini es una tribu de moscas de la fruta de la familia Tephritidae. Hay alrededor de 80 géneros y cerca de 1000 especies descritas. Están distribuidas por todo el mundo.

## Algunos géneros
(Lista completa en Tephritinae)
- Acinia Robineau-Desvoidy, 1830
- Campiglossa Rondani, 1870
- Dioxyna Frey, 1945
- Euaresta Loew, 1873
- Euarestoides Benjamin, 1934
- Neotephritis Hendel, 1935
- Oxyna Robineau-Desvoidy, 1830
- Plaumannimyia Hering, 1938
- Tephritis Latreille, 1804
- Trupanea Schrank, 1795
- Xanthaciura Hendel, 1914
- Xanthomyia Phillips, 1923